# آنتا اسپورتس
آنتا اسپورتس (انگلیسی: Anta Sports) شرکت تجهیزات ورزشی چینی است، که در سال ۱۹۹۴ تأسیس شد.برند آنتا انحصاری بوده و کپی ندارد.
در سال 2008، المپیک پکن به آنتا فرصت داد تا تجارت بازاریابی کفش خود را گسترش دهد.
فعالیت های آن شامل تجارت طراحی، توسعه، تولید و بازاریابی محصولات، از جمله پوشاک ورزشی، کفش، پوشاک و لوازم جانبی تحت نام تجاری خود است. پس از تکمیل خرید Amer Sports، این شرکت در برندسازی گسترش یافت و بیش از 25 برند پوشاک و تجهیزات ورزشی از جمله Arc'teryx، Salomon و Wilson را در اختیار دارد.